# Joe Strummer
Joe Strummer, właśc. John Graham Mellor (ur. 21 sierpnia 1952 w Ankarze, zm. 22 grudnia 2002 w Broomfield) – brytyjski gitarzysta, wokalista i autor tekstów, założyciel zespołów The 101’ers, The Clash i The Mescaleros.

## Życiorys
Joe Strummer urodził się jako John Mellor w Ankarze w Turcji. Jego matka była pielęgniarką, ojciec pracował w ambasadzie. Rodzina często zmieniała miejsce zamieszkania, Strummer spędził dzieciństwo w różnych krajach. W wieku dziewięciu lat wraz ze starszym o rok bratem Davidem zaczęli uczęszczać do City School London Freeman w Surrey. Strummer rzadko widywał się z rodzicami w tamtym czasie i wtedy właśnie rozwinęła się w nim miłość do muzyki. Słuchał płyt Little Richarda, Erica Claptona, Woody’ego Guthriego. W lipcu 1970 David popełnił samobójstwo co bardzo wpłynęło na dalsze życie Strummera. Również w 1970 ukończył Epson College z internatem i zaczął uczęszczać do Central School do London Art & Design – miał zamiar zostać zawodowym karykaturzystą. Zamieszkał w tym czasie w północnej części londyńskiego przedmieścia Palmers Green z przyjaciółmi: Clive'em Timperleyem i Tymonem Doggiem. Z nimi w 1974 roku założył zespół The 101’ers. Zespół zagrał wiele koncertów w pubach Londynu, grając popularnego w tamtym czasie amerykańskiego rhythm'n'bluesa. W 1975 John Mellor zaczął używać pseudonimu Joe Strummer.
Strummer został również głównym wokalistą The 101’ers i zaczął pisać piosenki m.in. „Keys do Your Heart”, którą zespół wybrał na swój pierwszy singel. 3 kwietnia 1976 roku The 101’ers zagrało koncert u boku wówczas szerzej jeszcze nieznanej grupy Sex Pistols. Występ Sex Pistols wywarł na Strummerze duże wrażenie. Po koncercie Strummer poznał Berniego Rhodesa i Micka Jonesa. Jones grał w zespole London SS i zaproponował Strummerowi aby ten przyłączył do nich jako wokalista. Strummer przystał na to co położyło kres istnieniu The 101’ers. Jones również zrezygnował z grania pod nazwą London SS i obaj ze Strummerem nazwali swój nowy zespół The Clash. Składu dopełnili: gitarzysta Keith Levene, basista Paul Simonon i perkusista Terry Chimes, którego w 1977 roku zastąpił Topper Headon.
The Clash był zespołem politycznym i wyróżniał się wśród innych zespołów punkrockowych. Ich piosenki traktowały o rozkładzie społecznym, bezrobociu, rasizmie, policyjnej brutalności, represjach społecznych i politycznych, militaryzmie i czasami o seksie. Strummer związał się w tym czasie z Anti-Nazi League i kampanią Rock Against Racism – czyli serii koncertów zorganizowanej przez anarchistyczną organizację Class War. Album London Calling został uznany za najlepszą płytę roku 1980 przez największe czasopisma muzyczne. The Clash wywarło duży wpływ na inne zespoły: nawet muzycy hip-hopowego Public Enemy wymieniają The Clash jako najważniejszą inspirację.
W czasach The Clash Strummer parokrotnie wszedł w konflikt z prawem. 10 czerwca 1977 roku on i Headon zostali zatrzymani za malowanie na ścianie hotelu nazwy The Clash. 20 maja 1980 roku został aresztowany za uderzenie agresywnie zachowującego się człowieka gitarą w czasie koncertu w Hamburgu. To zdarzenie zszokowało i wywarło wpływ na Strummera, powiedział „Prawie kogoś zamordowałem i to mi uświadomiło, że nie można sprzeciwiać się przemocy przemocą. To nie działa”.
W 1983 roku po konflikcie ze Strummerem zespół opuścił Mick Jones. Rok przed tym, również z powodu jego ultimatum zespół opuścił Topper Headon, który nie mógł sobie poradzić z nałogiem narkotykowym. Po tych zmianach w The Clash pozostało ich tylko dwóch: on i Paul Simonon. Dobrali do zespołu nowych muzyków i z nimi w 1985 roku nagrali album Cut the Crap. Płyta została źle przyjęta przez fanów i dziennikarzy i w tej sytuacji Strummer zakończył działalność The Clash na początku następnego roku.
Latem 1986 Strummer pracował nad kilkoma piosenkami do filmu Sid i Nancy (Sid and Nancy, 1986) z Garym Oldmanem. Później pracował znowu z Mickiem Jonesem przy jego zespole Big Audio Dynamite, przyczyniając się poprzez napisanie większości piosenek do powstania drugiego albumu tegoż zespołu.
W tym czasie wystąpił również w kilku filmach m.in. Z piekła rodem (reż. Alex Cox, 1987), Mystery Train (reż. Jim Jarmusch, 1989) i napisał kilka ścieżek dźwiękowych do różnych filmów.
W 1991, kiedy Shane MacGowan opuścił The Pogues, zastąpił go na czas trwania tournée, a później wyprodukował ich album Hell's Ditch. W latach 1995–1996 udzielał się gościnnie w różnych projektach lub jako producent.
W 1997 w Nowym Jorku pracował z producentami i inżynierami nad remasteringiem albumów The Clash i The 101’ers przygotowywanymi do ponownego wydania.
W latach 90. Strummer był DJ-em w stacji BBC World Service z półgodzinnym programem London Calling.
W 1999 powołał nowy zespół: The Mescaleros. Nagrał z nim trzy płyty.
15 listopada 2002 roku Strummer i The Mescaleros zagrali koncert w londyńskim Acton Town Hall. Wśród publiczności był Mick Jones który dołączył do zespołu na scenie podczas wykonywania utworu The Clash „Bankrobber”. To był pierwszy wspólny występ na jednej scenie Strummera i Jonesa od 1983 roku. Jones powiedział później, że „to było całkowicie nieplanowane (...), że poczuł, że musi dołączyć do Stummera na scenie”.
Ostatni koncert Strummer dał w Liverpool Academy 22 listopada 2002 roku. Krótko przed swoją śmiercią razem z wokalistą U2 Bono napisali piosenkę „46664”, stanowiącą część kampanii przeciwko AIDS w Afryce.
Końcowe lata życia Strummer związał z miejscowością Bridgwater, na obrzeżach której mieszkał, w miejscowości Broomfield. Strummer zmarł 22 grudnia 2002 roku w swoim domu. Bezpośrednią przyczyną zgonu był zawał serca, choć jak się później okazało miał niezdiagnozowaną wcześniej wrodzoną wadę serca.
Przed śmiercią Strummer pracował również nad nowym albumem The Mescaleros, który został wydany już po jego śmierci w październiku 2003 pod tytułem Streetcore.
12 lutego 2005 roku brytyjskie koleje państwowe w hołdzie zmarłemu muzykowi nazwały jeden ze swoich pociągów „Joe Strummer”. Tabliczki z nazwiskiem zostały odsłonięte przez wdowę po nim Lucindę Tait na stacji Bristol Temple Meads. Pojazd kursuje dziś po wschodniej Anglii.
W lipcu 2005 odsłonięto płytkę na domu w Pentonville, gdzie Strummer mieszkał w latach 1973-1974.
W 2007 r. ukazał się film wyreżyserowany przez Juliena Temple opowiadający o życiu jego przyjaciela, Joe Strummera - Joe Strummer. Niepisana przyszłość.

## Dyskografia
- Walker (1987)
- Straight To Hell Original Soundtrack (1987)
- When Pigs Fly Soundtrack (1993)

gościnnie:
- Unearthed (2003) – duet w „Redemption Song” z Johnnym Cashem.
- Black Magic (2004)

## Filmografia
- Punk in London (1977, film dokumentalny, reżyseria: Wolfgang Büld)[4]
- The Punk Rock Movie (1978, film dokumentalny, reżyseria: Don Letts)[5]
- Joe Strummer: The Future Is Unwritten (2007, film dokumentalny, reżyseria: Julien Temple)[6]
- Johnny aka Elvis "Lost In Space" (1989, film Mystery Train, reżyseria: Jim Jarmush)